# 安吉爾 (北卡羅萊納州)
安吉爾（英語：Angier）是一個位於美國北卡羅萊納州哈尼特縣的城鎮。

## 人口
根據2020年美國人口普查的數據，安吉爾的面積為10.00平方千米，當中陸地面積為9.91平方千米，而水域面積為0.09平方千米。當地共有人口5265人，而人口密度為每平方千米527人。